# Термічна стійкість (матеріалознавство)
Термі́чна сті́йкість (матеріалознавство) — властивість крихких матеріалів зберігати механічні характеристики і структуру при одно- або багаторазовій термічній дії. Визначається здатністю матеріалу чинити опір, не руйнуючись, термічним напруженням, зумовленим зміною температури при нагріванні або охолодженні. 

## Властивості
Залежить від коефіцієнта термічного розширення і теплопровідності матеріалу, його пружних та інших властивостей, форми і розмірів виробів. Термостійкість максимальна у матеріалів з малими значеннями модуля пружності, коефіцієнтом термічного розширення і високою механічною міцністю. 

## Оцінка термостійкості
Термостійкість оцінюють зазвичай кількістю циклів нагрівання і охолодження, що їх витримує матеріал (виріб) до появи тріщин, до часткового чи повного руйнування, а також температурою або різницею температур матеріалу (виробу) і охолоджувального середовища, при яких він руйнується або різко знижується його механічна міцність.